# Lascia ch'io pianga
| |  |  |
| À gauche : une partition de la main de Haendel datant de 1711 montrant les premières mesures de l'aria. À droite : une partition de l'aria datant de 1876. |  |  |

Lascia ch’io pianga, intitulé à l'origine Lascia la spina, cogli la rosa, est une aria pour soprano écrite en italien par le compositeur Georg Friedrich Haendel.

## Historique
La mélodie provient de l'opéra de Haendel Almira, datant de 1705. Il s'agit d'une sarabande dans l'acte III. Haendel a ensuite utilisé cette mélodie pour l'aria Lascia la spina, cogli la rosa (« Laisse l'épine, cueille la rose ») entonnée par la personnification du Plaisir (Piacere) dans la deuxième partie de son oratorio Il trionfo del Tempo e del Disinganno (« Le Triomphe du Temps et de la Désillusion »), datant de 1707 (qui devint plus tard Il trionfo del Tempo e della Verità).
Quatre ans plus tard, en 1711, Haendel utilise à nouveau cet air dans son opéra Rinaldo (Renaud) : il devient alors l'aria Lascia ch'io pianga (Laissez-moi pleurer) dans l'acte II. Il est chanté par le personnage d'Almirena, un rôle pour soprano, assuré par Isabella Girardeau lors de la première représentation à Londres.
L'association de l'aria à Rinaldo témoigne du succès de l’œuvre. 

## Paroles
- Texte et paroles de la version originale de l’œuvre (1707) :

| Lascia la spina, cogli la rosa; tu vai cercando il tuo dolor. Canuta brina per mano ascosa, giungerà quando nol crede il cuor. | Laisse l'épine, cueille la rose ; tu ne cherches que ta douleur. Une gelée blanche par sa main invisible recouvrira tes cheveux plus tôt que ton cœur ne le croit. |

- Le livret de Rinaldo (1711), écrit par Giacomo Rossi, comporte de nouvelles paroles :

| Lascia ch'io pianga mia cruda sorte, e che sospiri la libertà. Il duolo infranga queste ritorte, de' miei martiri sol per pietà. | Laisse-moi pleurer sur mon sort cruel, et soupirer à la liberté. Que la douleur brise ces chaînes, de mes martyres juste par pitié. |

Giove in Argo (Jupiter à Argos), un pasticcio composé par Haendel en 1739, comporte également une version de Lascia la spina, cependant elle est chantée sur une mélodie différente.

## Musique
L'aria est en fa majeur, cependant dans la première édition publiée par Walsh, l'orchestration n'est pas spécifiée. Chrysander, ayant édité l'œuvre de Haendel, déclare avoir travaillé à partir de la partition du compositeur. Son édition fait figurer deux violons et un violoncelle, il est difficile de déterminer si Chrysander a rajouté des instruments à cordes ou s'ils se trouvaient dans la partition à laquelle il fait référence.
Les éditions modernes semblent basées sur la version de Chrysander comme le montre le placement différent des syllabes sur le mélisme entre sa version et la première édition de Walsh.
Le morceau dure un peu moins de cinq minutes. Il a été enregistré par de nombreux artistes.

## Utilisation au cinéma
L'aria est interprété ou utilisé comme bande-son dans de nombreux films :
- Dernier Amour de Benoît Jacquot, interprété par Capucine Daumas
- Farinelli de Gérard Corbiau[2]
- La Beauté des choses (Lust och fägring stor) de Bo Widerberg[3]
- L.I.E. Long Island Expressway de Michael Cuesta
- Antichrist[4] (séquence d'ouverture) et Nymphomaniac[5], tous deux réalisés par Lars von Trier
- Le Tout Nouveau Testament de Jaco Van Dormael[6]
- Le Chêne (documentaire) de Laurent Charbonnier et Michel Seydoux[citation nécessaire]